# 신의 단순성
신학에서 신의 단순성(divine simplicity)교리란 하나님은 다른 어떤 것들로 혼합되어 있지 않다라는 것이다. 이 개념을 일반적으로 다음과 같이 설명된다: 신의 존재는 신이 속성들과 동일하다라고 보는 것이다. 편재, 선하심, 진리, 그리고 영원성과 같은 특징들은 하나님의 존재의 본질을 보여주지만, 존재를 구성하는 요소가 아니며, 본질적으로 신안에서 내재한 어떤 요소들이 아니다. 달리 말하면 하나님은 본질과 존재가 하나이시며 동일하시다라는 것으로 불린다. 하나님은 선하심을 가지고 있는 것이 아니라, 하나님은 선하시다라고 말할 수 있다.
이 교리의 다양성은 유대교, 기독교, 이슬람교 신학에서 발견되는데 특별히 스콜라주의의 교리의 기원을 통해서 본다면 고대 그리스 사상으로 거슬러 올라가는데 단순성은 플로티누스의 아파테시스에서 발견된다.

## 같이 보기
- 하나님의 속성
- 삼위일체, 내재신론
- 동방 정교회
- 범신론
- 타우히드